# Donald Sutherland
Donald McNichol Sutherland (Saint John, Nuevo Brunswick, 17 de julio de 1935-Miami, 20 de junio de 2024),fue un actor de cine y televisión canadiense. Fue considerado uno de los actores más versátiles de la escena hollywoodiense, con variadas caracterizaciones y facilidad de interpretar varios géneros, desde lo terrorífico a la comedia, pasando por el humor negro, y logrando de manera superlativa un gran registro dramático.
Fue nombrado oficial de la Orden de Canadá en 1978, en el año 2000 recibió una estrella en el Paseo de la Fama de Canadá, en el 2011 recibió una estrella en el Paseo de la Fama de Hollywood y en 2017 un premio Óscar honorífico.

## Primeros años y educación
Nació en Saint John, Nuevo Brunswick, Canadá, hijo de Dorothy Isobel McNichol (1892-1956) y Frederick McLea Sutherland (1894-1983), quién fue empresario de una empresa local de gas, electricidad y autobuses. Tenía ascendencia escocesa, alemana e inglesa. En una carta que Sutherland envió a un representante de la Biblioteca Pública Gratuita de Saint John en 2017, detalló cómo él y su familia habían vivido en una granja en Lakeside, una comunidad rural en el condado de Kings cerca de Hampton, antes de mudarse a Bridgewater, Nueva Escocia, donde pasó su adolescencia. Obtuvo su primer trabajo a tiempo parcial, a los 14 años, como corresponsal de noticias de la emisora de radio local CKBW. A la edad de 19 años, Sutherland pasó cuatro meses como estudiante de intercambio en Finlandia, donde vivió cerca de una mina de hierro ubicada en Otanmäki, Kainuu.
Cursó estudios de ingeniería y arte dramático en la Universidad de Toronto, y posteriormente en 1958 se trasladó a Londres para continuar sus estudios en la Academia de Música y Arte Dramático de Londres (LAMDA).

## Carrera

### 1960–1971: Primeros papeles y éxitos
Mientras estaba en la Academia de Música y Arte Dramático de Londres (LAMDA), Sutherland comenzó a aparecer en producciones del West End. Sutherland actuó en el Perth Repertory Theatre de Escocia en 1960. A los trece años, participó en una cinta de terror italiana y luego como actor a principios de los años 1960 en pequeños papeles en películas y en la televisión, como el recepcionista de un hotel en el episodio "A Very Desirable Plot" de la serie de televisión, The Sentimental Agent en 1963; para más tarde conseguir algunos papeles destacables en películas de terror con Christopher Lee como Castle of the Living Dead (1964) o Dr. Terror's House of Horrors (1965).
También tuvo un papel secundario en la producción de Hammer Films, Die My Die! Darling! (1965), con Tallulah Bankhead y Stefanie Powers. En el mismo año, apareció en el clásico bélico The Bedford Incident (1965) y en la serie de televisión Gideon's Way, en el episodio emitido en 1966 "The Millionaire's Daughter". También apareció en la serie de televisión The Saint.
Más adelante conseguiría sus primeros éxitos con Doce del patíbulo (1967), pero donde alcanza la fama y el estrellato es como un médico militar estadounidense en Corea en la exitosa comedia M*A*S*H* (1970), dirigida por Robert Altman y coprotagonizada por Elliot Gould. Luego ese mismo año trabajó en otro exitoso filme: Los violentos de Kelly, junto a Clint Eastwood.

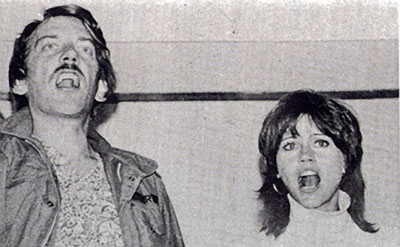
Sutherland y Jane Fonda durante el FTA Show, 1971

Al año siguiente realizó dos de sus mejores papeles en Klute (1971) junto a Jane Fonda, y como Jesucristo en Johnny tomó su fusil (1971).

### 1972–1979: Estrellato y elogios
A mediados de la década de los años 1970, Sutherlad adquirió relevancia en la industria, dotándole de importantes papeles, como en el thriller de terror psicológico Don't Look Now de 1973 (filmado en Venecia y considerado un clásico moderno) o la premiada The Eagle Has Landed (1976), donde compartió escenas con Robert Duvall y Michael Caine.
En 1976 se puso bajo las órdenes del afamado director Federico Fellini para encarnar al histórico seductor italiano Giacomo Casanova en la película Il Casanova di Federico Fellini. Ese mismo año y aprovechando su estancia italiana, Sutherland actúa en la superproducción Novecento (o 1900), un largometraje épico acerca del fascismo italiano, dirigido por Bernardo Bertolucci, y donde recibió buenas críticas por su trabajo.
En 1978 participó en la exitosa película de ciencia ficción Invasion of the Body Snatchers, una nueva versión del original homónimo de 1956, junto a Jeff Goldblum, Leonard Nimoy y su amigo Robert Duvall. También participó en la serie de televisión canadiense internacionalmente popular Witness to Yesterday, en el papel del histórico médico de Montreal, Norman Bethune, médico y humanitario, que habla en gran medida de las experiencias de Bethune en la China revolucionaria.

### 1980–2008: Actor consagrado y reconocimiento

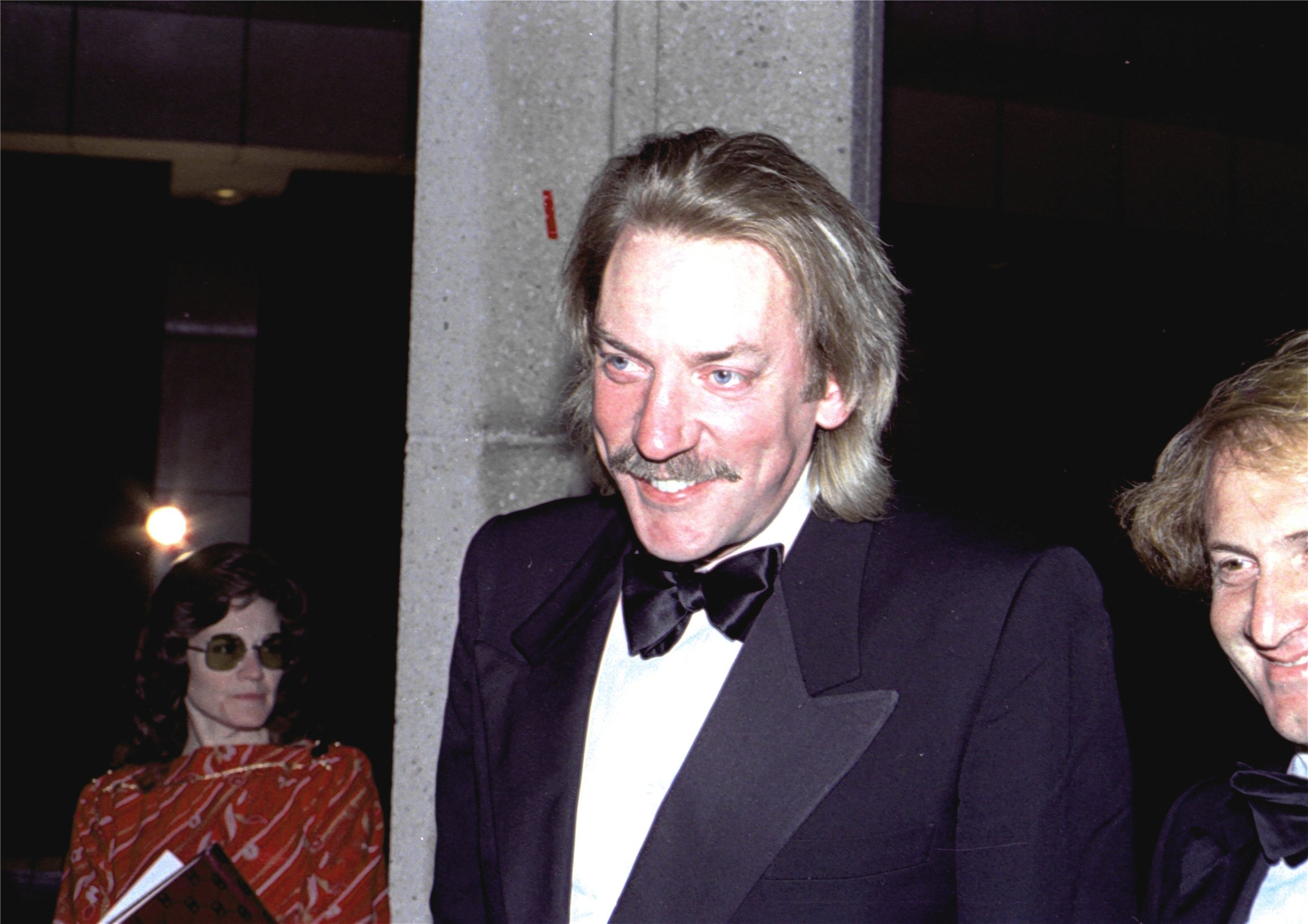
Donald Sutherland en el Filmex Tribut a Elizabeth Taylor en 1981.

Comenzando la década de 1980, fue aplaudida su interpretación de un padre destrozado por la pérdida de su hijo en la película Gente corriente/Gente como uno (1980), de Robert Redford, ganadora de cuatro premios Óscar. Ese mismo año, narró la película  A War Story, de la directora Anne Wheeler.
En 1981 marcó el regreso de Sutherland a los escenarios teatrales. El acontecimiento tuvo lugar en Broadway, y la obra elegida fue una adaptación de Edward Albee de la conocida Lolita, de Vladimir Nabokov.[cita requerida] En 1983, coprotagonizó junto a Teri Garr y Tuesday Weld la adaptación cinematográfica de John Steinbeck, The Winter of Our Discontent (1983).

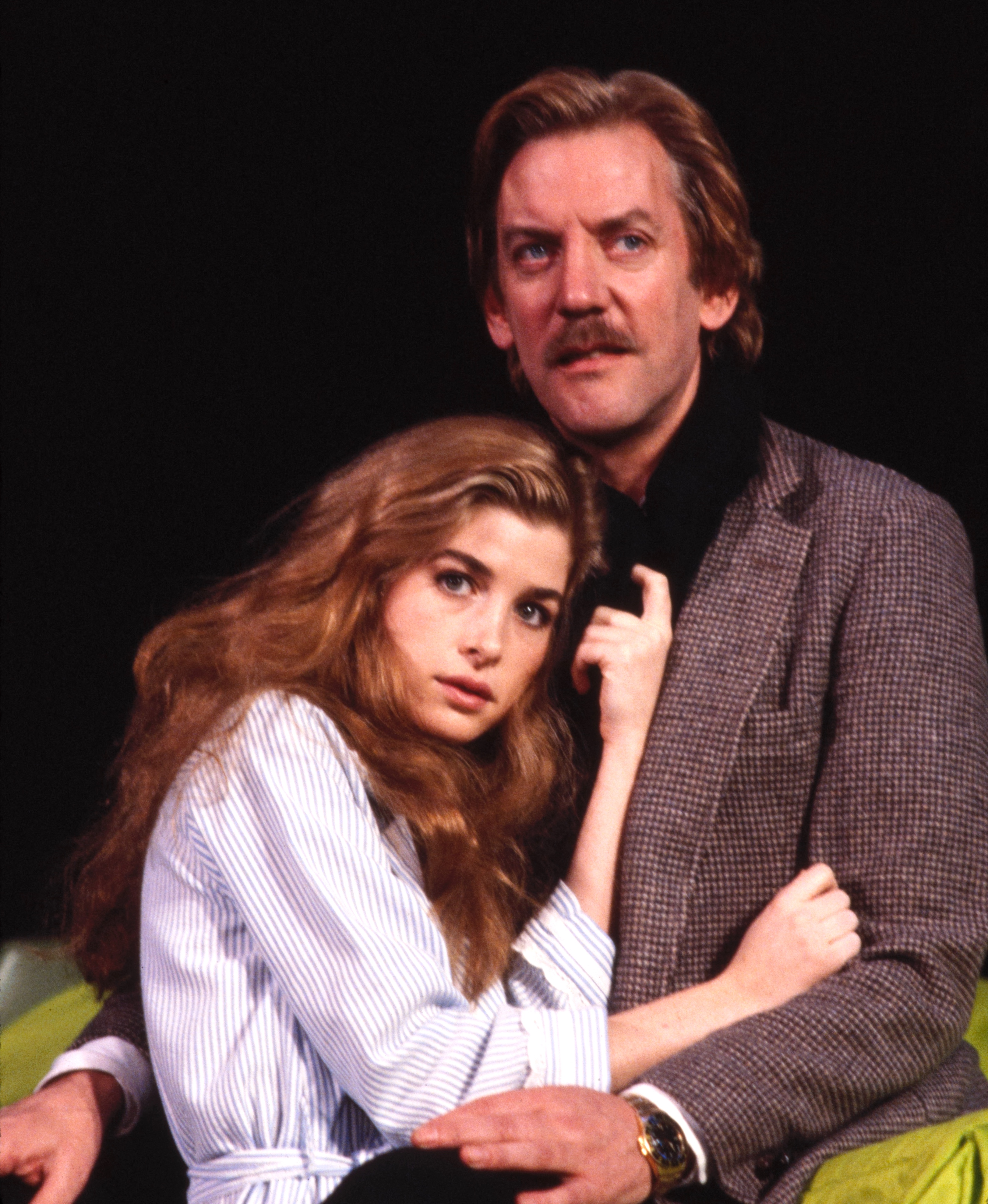
Blanche Baker y Sutherland durante una actuación de la adaptación teatral de Lolita, en 1980.

En 1985 trabaja en Revolution, junto a Al Pacino, aunque la película no tuvo éxito de taquilla ni de crítica. Además, participó en el video musical del sencillo de Kate Bush,  "Cloudbusting" (1985), interpretando al visionario Wilhelm Reich. En 1989 fue premiado por su actuación en el drama Una árida estación blanca, que tomaba lugar durante el apartheid de Sudáfrica, compartiendo escenas con Marlon Brando y Susan Sarandon. Ese mismo año, también trabajó con Sylvester Stallone en la película Lock Up (1989).
En estos años Sutherland empieza a aceptar papeles secundarios, aunque con importancia argumental, en varias producciones de éxito. En 1991 encarnó al maniático piromaníaco Ronald Bartel en la película Llamaradas donde los personajes de Robert De Niro, Kurt Russell y William Baldwin deben hacer lo imposible para detenerlo. Oliver Stone lo eligió para que participara en su filme JFK (1991), acerca de la vida de John F. Kennedy y su misterioso asesinato. El mismo contó con Kevin Costner como protagonista y la participación de Tommy Lee Jones, Kevin Bacon, Gary Oldman y Joe Pesci, entre otros reconocidos actores. En 1992, dio vida a Merrick en la película Buffy the Vampire Slayer, junto a Kristy Swanson. En 1993, protagonizó la exitosa Seis grados de separación, un largometraje donde trabajó junto a Will Smith hacia el comienzo de su carrera en el cine. 
En 1995, interpretó el papel del Coronel Mayor Donald McClintock en el thriller Outbreak, donde un virus amenaza con borrar a la humanidad de la Tierra en poco menos de tres días. El resto del reparto estuvo compuesto por actores de la talla de Dustin Hoffman, Kevin Spacey, Rene Russo, Morgan Freeman y Cuba Gooding Jr. Al año siguiente, en 1996, tuvo la oportunidad de compartir pantalla con su hijo Kiefer en Tiempo de matar, donde participaron junto a un reparto de grandes actores como Matthew McConaughey, Sandra Bullock, Samuel L. Jackson, Kevin Spacey y Ashley Judd. Sutherland interpretó al General P.G.T. Beauregard en la película de 1999, The Hunley.

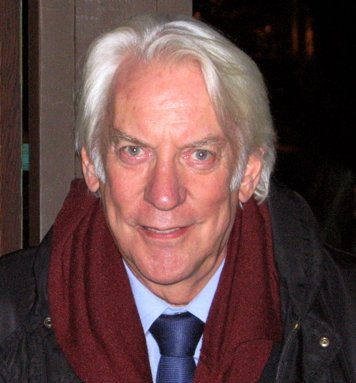
Sutherland en 2005

Ya en el nuevo milenio, actuó en grandes producciones como Cold Mountain en 2003, junto a Nicole Kidman, Renée Zellweger, Natalie Portman y otros grandes actores. Ese mismo año también actuó en The Italian Job, una de las películas de robos de mayor éxito, donde hace de un mentor de ladrones profesionales, con la actuación de Mark Wahlberg, Charlize Theron, Edward Norton y Seth Green. Esta película fue una nueva versión  de la original de 1969, protagonizada por Michael Caine.
También se lo vio muy impactante en la serie de televisión Commander in Chief, que comenzó su transmisión en 2005 y finalizó luego de dos temporadas en 2006. En esa oportunidad compartió pantalla con Geena Davis. Ese mismo año se involucró en la producción de Hollywood que llevó a la pantalla grande el clásico de Jane Austen Orgullo y prejuicio. La misma fue protagonizada por Keira Knightley y Sutherland encarnó el papel de su padre.
Desde entonces, trabajó en títulos como Maleficio, Land of the Blind, En algún lugar de la memoria, drama que tuvo a Adam Sandler y Don Cheadle entre sus protagonistas;  The Mechanic, La legión del águila, Man on the Train además de las cintas Horrible Bosses, Sofia y Jock.
Entre 2007 y 2009 participó en la serie Dirty Sexy Money, en la que interpretó al carismático Tripp Darling, un poderoso magnate de los viñedos, implicado en más de tres escandalosos asesinatos. En 2008, interpretó a Nigel Honeycut en la película  Fool's Gold (Como locos... a por el oro), con Kate Hudson y Matthew McConaughey. También fue, durante 2010, el Conde Bartholomew en la miniserie original de la cadena Starz The Pillars of the Earth.
Además, gracias a su voz tan distintiva, trabajó en muchos comerciales de radio y televisión, para famosas marcas como la aerolínea Delta Air Lines, la marca de automóviles Volvo o para el jugo de naranja Simply Orange.

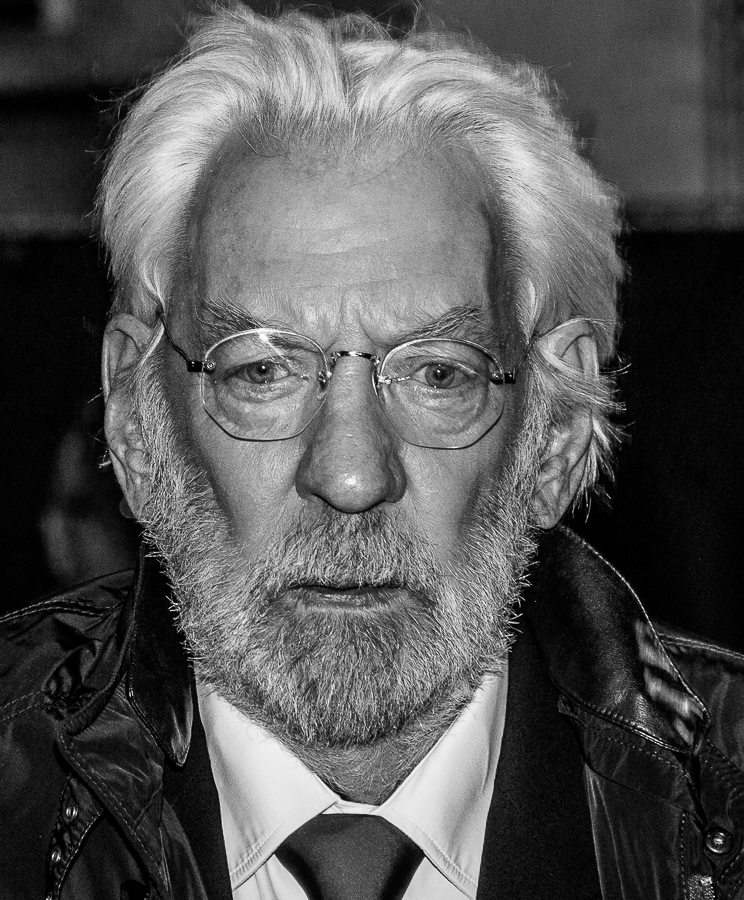
Sutherland en la premier de Londres de The Hunger Games: Catching Fire, en 2014

### 2012–2023:Los juegos del hambrey últimos papeles
En mayo de 2011, Sutherland fue elegido para el papel antagonista del Presidente Snow, en la adaptación cinematográfica de Los juegos del hambre (2012). La película fue estrenada en cines el 23 de marzo de 2012. Siguiendo el éxito de la primera, Sutherland retomó su papel en las películas secuelas: Los juegos del hambre: en llamas (2013), Los juegos del hambre: sinsajo - Parte 1 (2014) y Los juegos del hambre: sinsajo - Parte 2 (2015).
Sutherland apareció en la serie de televisión, Crossing Lines, que se estrenó el 23 de junio de 2013 en la cadena estadounidense NBC. Sutherland, interpretó al fiscal jefe de la Corte Penal Internacional, Michel Dorn.
En 2016, fue miembro de la competición oficial de la 69.ª edición del Festival de Cine de Cannes. En 2018, Sutherland interpretó al magnate petrolero J. Paul Getty en la serie dramática histórica FX Trust. En 2020, apareció en la serie limitada de HBO The Undoing (2020) junto a Hugh Grant y Nicole Kidman. Sutherland interpreta el papel del Sr. Harrigan en la película de Netflix de 2022 Mr. Harrigan's Phone escrita y dirigida por John Lee Hancock, basada en la novela corta del mismo nombre del libro If It Bleeds de Stephen King.

## Vida privada y fallecimiento
Sutherland se casó en tres ocasiones. Entre 1959 y 1966, con Lois Hardwick; de 1967 a 1970, con Shirley Douglas, con quien tuvo dos hijos, los mellizos Rachel y Kiefer Sutherland (este último actor y director, conocido sobre todo por su papel en la serie de televisión 24). Desde 1974 estuvo casado con la actriz Francine Racette, con quien tuvo tres hijos: los actores Rossif Sutherland, Angus Sutherland y Roeg Sutherland.
Fue un comprometido activista; tanto que llegó a estar vigilado por la inteligencia estadounidense a principios de los años setenta, como se conoció en 2017 gracias a unos documentos desclasificados. En relación con el cambio climático y el futuro ecológico del planeta, afirmó en 2019. “Tengo hijos y nietos y les vamos a dejar un mundo en el que no van a poder vivir. Han desaparecido 2,5 millones de especies de pájaros y los chinos se han visto obligados a polinizar las plantas con individuos ante la escasez de insectos. ¿Es este el mundo que queremos? Lo que está haciendo las Naciones Unidas con el cambio climático es una mierda”.
Falleció el 20 de junio de 2024 a los 88 años tras una larga enfermedad.

## Legado
A lo largo de su vida, múltiples fuentes han considerado a Sutherland como uno de los mejores actores de los que nunca fueron nominados a un Premio Óscar, aun así, recibió el Premio Honorífico de la Academia durante la 90.ª edición de los Premios de la Academia en 2017.
En 2023, Sutherland dijo en una entrevista para The Canadian Press que no había pasado mucho tiempo reflexionando sobre el legado de su carrera. La editorial, Viking Canada publicará sus memorias, "Made Up, But Still True", en noviembre de 2024. Tras su muerte, la ciudad de Saint John, su lugar de nacimiento y residencia de la infancia, abrió al público una firma de libros de condolencias.
Helen Mirren nombró a Sutherland como "uno de los actores más inteligentes con los que había trabajado. Tenía un cerebro maravilloso e inquisitivo y un gran conocimiento de una amplia variedad de temas. Combinaba esta gran inteligencia con una profunda sensibilidad y seriedad en su profesión. Esto lo ha convertido en una leyenda del cine". Jane Fonda, que trabajó con Sutherland en la película Klute de 1971, escribió: "Donald era un actor brillante y un hombre complejo. "Tuve bastantes aventuras conmigo, como el FTA Show, una gira contra la guerra de Vietnam que se presentó ante 60.000 soldados, marineros e infantes de marina en servicio activo en Hawái, Okinawa, Filipinas y Japón en 1971. Tengo el corazón roto".
Otras personalidades como, el primer ministro canadiense, Justin Trudeau, también escribió: "Sutherland aportó un nivel de brillantez a su oficio que pocos podrían igualar. Un actor legendario y notable, y un gran canadiense"; así como el presidente estadounidense Joe Biden escribió: "Donald Sutherland fue un amado esposo, padre, abuelo y actor único que inspiró y entretuvo al mundo durante décadas".
Desde la BBC, escribieron que "el difunto Sutherland arrojó una sombra literal y figurativa sobre su industria durante casi 50 años". Peter Bradshaw, de The Guardian, escribió que "Sutherland era un actor absolutamente único y una estrella irremplazable" y "era un aristócrata de los actores de cine". Owen Gleiberman, de Variety, escribió que "en 1970, Donald Sutherland... era la estrella de cine más genial del planeta. En el momento en que lo vi en "MASH", supe que él era la persona que quería ser, de la misma manera que yo quería ser Mick Jagger o Steve McQueen".

## Filmografía
Sutherland saltó a la fama después de protagonizar películas como The Dirty Dozen (1967), M*A*S*H (1970), Kelly's Heroes (1970), Klute (1971), Don't Look Up (1973),  Casanova (1976), 1900 (1976), The Eagle Has Landed (1976), Animal House (1978), La invasión de los ultracuerpos (1978), The First Great Train Robbery (1978), Ordinary People (1980) y Eye of the Needle (1981). Más tarde protagonizó muchas otras películas en las que apareció en papeles principales o secundarios, como A Dry White Season (1989), JFK (1991), Outbreak (1995), A Time to Kill (1996),  Sin límites (1998), Space Cowboys (2000), Big Shot's Funeral (2001), The Italian Job (2003), Cold Mountain (2003), Orgullo y prejuicio (2005), Aurora Borealis (2006) y la franquicia de Los juegos del hambre (2012–2015).
En la pequeña pantalla, participó en numerosas películas para televisión como: Hamlet at Elsinore (1964), Oldest Living Confederate Widow Tells All (1994), Citizen X (1995) o Path to War (2002). También destacan sus papeles en las miniseries The Pillars of the Earth (2010), The Undoing (2020) o Lawmen: Bass Reeves (2023). En teatro, hizo su debut en Broadway, en 1969 en la obra, Buck White. También participó en las obras de teatro Lolita (1981) y Ten Unknowns (2001). También destaca su participación en el videoclip de Kate Bush de 1985, Cloudbusting como Wilhelm Reich.

## Honores

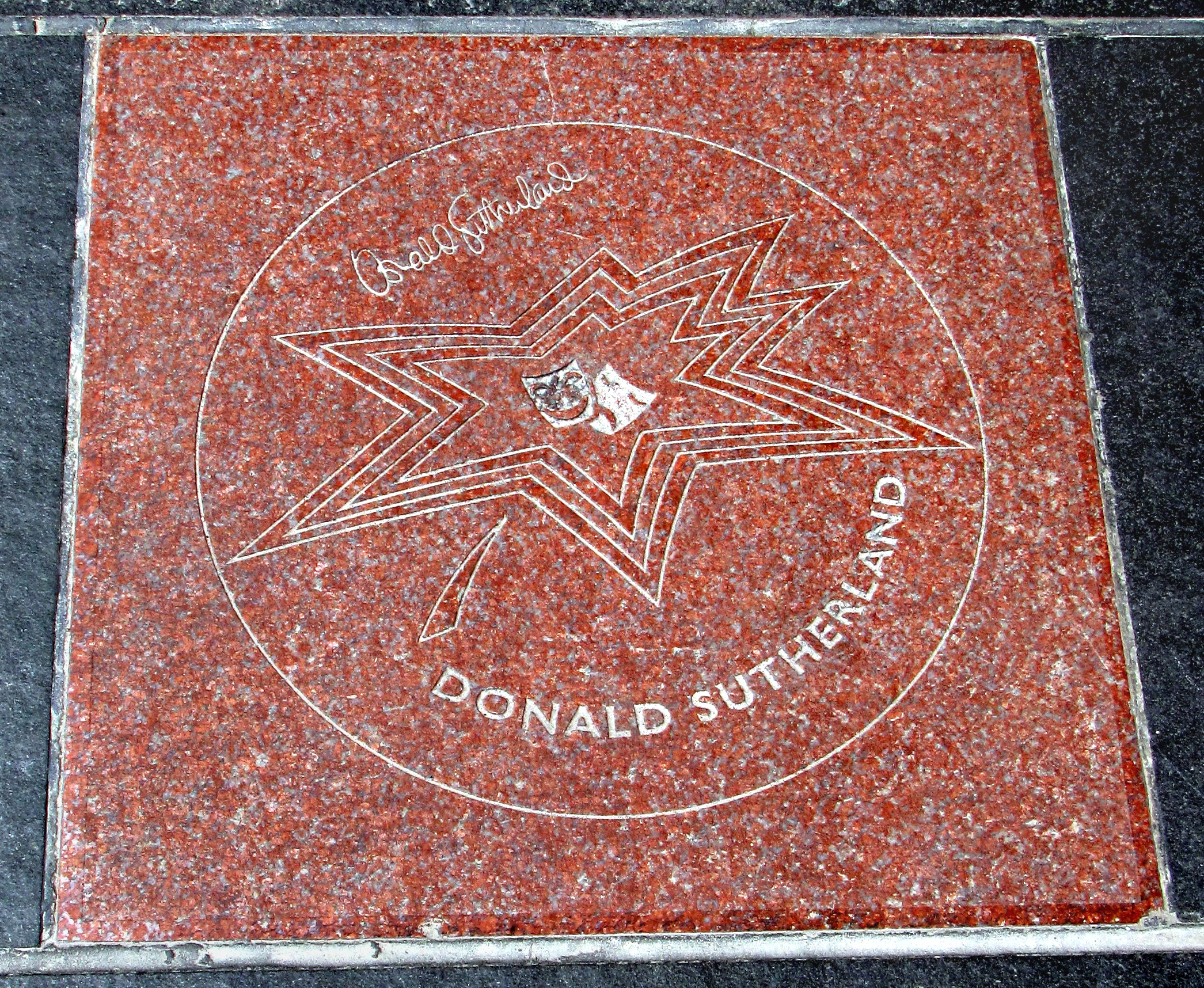
Estrella de Sutherland en el Paseo de la Fama de Canadá

- 1978: Oficial de la Orden de Canadá (OC).
- 2000: Estrella del Paseo de la Fama de Canadá.
- 2000: Governor General's Performing Arts Award por su trayectoria.[76]
- 2005: Doctorado honoris causa de las Artes (Hon DArt) del Middlebury College (Middlebury, Vermont, Estados Unidos).[77]
- 2011: Estrella del Hollywood Walk of Fame (7024 Hollywood Boulevard, al lado de la de su hijo, Kiefer).[78]
- 2019: Compañero de la Orden de Canadá (CC).[79]

## Premios y distinciones
Premios Óscar
| Año  | Categoría        | Resultado |
| ---- | ---------------- | --------- |
| 2018 | Óscar honorífico | Ganador   |

Premios BAFTA
| Año  | Categoría               | Película                       | Resultado |
| ---- | ----------------------- | ------------------------------ | --------- |
| 1974 | Mejor actor protagónico | Don't Look Now Steelyard Blues | Nominado  |

Premios Globo de Oro
| Año  | Categoría                                              | Trabajo            | Resultado |
| ---- | ------------------------------------------------------ | ------------------ | --------- |
| 1971 | Mejor actor - Comedia o musical                        | M*A*S*H            | Nominado  |
| 1981 | Mejor actor - Drama                                    | Ordinary People    | Nominado  |
| 1999 | Mejor actor de reparto                                 | Without Limits     | Nominado  |
| 1996 | Mejor actor de reparto de serie, miniserie o telefilme | Citizen X          | Ganador   |
| 2003 | Mejor actor de reparto de serie, miniserie o telefilme | Path to War        | Ganador   |
| 2006 | Mejor actor de miniserie o telefilme                   | Human Trafficking  | Nominado  |
| 2006 | Mejor actor de reparto de serie, miniserie o telefilme | Commander in Chief | Nominado  |
| 2008 | Mejor actor de reparto de serie, miniserie o telefilme | Dirty Sexy Money   | Nominado  |
| 2021 | Mejor actor de reparto de serie, miniserie o telefilme | The Undoing        | Nominado  |

Premios Primetime Emmy
| Año  | Categoría                                      | Trabajo           | Resultado |
| ---- | ---------------------------------------------- | ----------------- | --------- |
| 1995 | Mejor actor de reparto - Miniserie o telefilme | Citizen X         | Ganador   |
| 2006 | Mejor actor - Miniserie o telefilme            | Human Trafficking | Nominado  |

Premios de la Crítica Televisiva
| Año  | Categoría                                    | Trabajo     | Resultado |
| ---- | -------------------------------------------- | ----------- | --------- |
| 2020 | Mejor actor de reparto en película/miniserie | The Undoing | Ganador   |

Premios Satellite
| Año  | Categoría                                                  | Trabajo         | Resultado |
| ---- | ---------------------------------------------------------- | --------------- | --------- |
| 1998 | Mejor actor de reparto – Drama                             | Without Limits  | Ganador   |
| 2006 | Mejor actor de reparto                                     | Aurora Borealis | Nominado  |
| 2020 | Mejor actor de reparto en una serie, miniserie o telefilme | The Undoing     | Nominado  |

Festival Internacional de Cine de San Sebastián
| Año  | Categoría                        | Trabajo                          | Resultado |
| ---- | -------------------------------- | -------------------------------- | --------- |
| 2019 | Premio Donostia a la trayectoria | Premio Donostia a la trayectoria | Ganador   |

Festival Internacional de Cine de Venecia
| Año  | Categoría                       | Trabajo                 | Resultado |
| ---- | ------------------------------- | ----------------------- | --------- |
| 2019 | Premio Fondazione Mimmo Rotella | The Burnt Orange Heresy | Ganador   |